# Martin Sinković
Martin Sinković  (Zagreb, 10 november 1989) is een Kroatisch roeier die met vier olympische medailles, waarvan drie keer goud, samen met zijn broer Valent de meest gedecoreerde Kroatische atleet op de Zomerspelen is.
Hij begon zijn carrière in de dubbel-vier en won in deze boot de zilveren medaille tijdens de Olympische Zomerspelen 2012 en twee wereldtitels en een bronzen medaille op de wereldkampioenschappen. In 2014 stapte Sinković samen met zijn broer Valent Sinković over naar de dubbel-twee. Hij won samen met zijn broer twee wereldtitels en de olympische titel in 2016 in de dubbel-twee. 
In Tokio (2021) en Parijs (2024) wonnen de broers Sinković olympisch goud in de twee-zonder. In dit boottype werden ze eveneens tweemaal wereldkampioen. De Kroatische broers pakten daarnaast in totaal zeven Europese titels in de dubbel-twee en twee-zonder

## Resultaten

### Olympische Zomerspelen
| Jaar | Plaats         | Resultaten        |
| ---- | -------------- | ----------------- |
| 2012 | Londen         | in de dubbel-vier |
| 2016 | Rio de Janeiro | in de dubbel-twee |
| 2020 | Tokio          | in de twee-zonder |
| 2024 | Parijs         | in de twee-zonder |

### Wereldkampioenschappen roeien
| Jaar | Plaats              | Resultaten           |
| ---- | ------------------- | -------------------- |
| 2009 | Poznań              | 4e in de dubbel-vier |
| 2010 | Cambridge           | in de dubbel-vier    |
| 2011 | Bled                | in de dubbel-vier    |
| 2013 | Chungju             | in de dubbel-vier    |
| 2014 | Amsterdam           | in de dubbel-twee    |
| 2015 | Aiguebelette-le-Lac | in de dubbel-twee    |
| 2017 | Sarasota            | in de twee-zonder    |
| 2018 | Plovdiv             | in de twee-zonder    |
| 2019 | Ottensheim          | in de twee-zonder    |
| 2022 | Račice              | 4e in de dubbel-twee |
| 2023 | Belgrado            | in de dubbel-twee    |

1904: John Mulcahy & William Varley ·
1920: Paul Costello & John B. Kelly, Sr. ·
1924: Paul Costello & John B. Kelly, Sr. ·
1928: Paul Costello & Charles McIlvaine ·
1932: Kenneth Myers & Garrett Gilmore ·
1936: Jack Beresford & Leslie Southwood ·
1948: Richard Burnell & Bert Bushnell ·
1952: Tranquilo Cappozzo & Eduardo Guerrero ·
1956: Aleksandr Berkoetov & Joeri Tjoekalov ·
1960: Václav Kozák & Pavel Schmidt ·
1964: Oleg Tjoerin & Boris Doebrovsky ·
1968: Anatoli Sass & Aleksandr Timosjinin ·
1972: Aleksandr Timosjinin & Gennadi Korsjikov ·
1976: Frank Hansen & Alf Hansen ·
1980: Joachim Dreifke & Klaus Kröppelien ·
1984: Bradley Lewis & Paul Enquist ·
1988: Nico Rienks & Ronald Florijn ·
1992: Stephen Hawkins & Peter Antonie ·
1996: Agostino Abbagnale & Davide Tizzano ·
2000: Luka Špik & Iztok Čop ·
2004: Sébastien Vieilledent & Adrien Hardy ·
2008: David Crawshay & Scott Brennan ·
2012: Nathan Cohen & Joseph Sullivan  ·
2016: Martin Sinković & Valent Sinković ·
2020: Hugo Boucheron & Matthieu Androdias  ·
2024: Andrei Cornea & Marian Enache
1904: Robert Farnan & Joseph Ryan ·
1908: Reginald Fenning & Gordon Thomson ·
1924: Teun Beijnen & Willy Rösingh ·
1928: Kurt Moeschter & Bruno Müller ·
1932: Lewis Clive & Hugh Edwards ·
1936: Willi Eichhorn & Hugo Strauß ·
1948: Jack Wilson & Ran Laurie ·
1952: Charles Logg & Thomas Price ·
1956: James Fifer & Duvall Hecht ·
1960: Valentin Borejko & Oleg Golovanov ·
1964: George Hungerford & Roger Jackson ·
1968: Jörg Lucke & Heinz-Jürgen Bothe ·
1972: Siegfried Brietzke & Wolfgang Mager ·
1976: Jörg Landvoigt & Bernd Landvoigt ·
1980: Jörg Landvoigt & Bernd Landvoigt ·
1984: Petru Iosub & Valer Toma ·
1988: Andy Holmes & Steve Redgrave ·
1992: Steve Redgrave & Matthew Pinsent ·
1996: Steve Redgrave & Matthew Pinsent ·
2000: Michel Andrieux & Jean-Christophe Rolland ·
2004: Drew Ginn & James Tomkins ·
2008: Drew Ginn & Duncan Free ·
2012: Eric Murray & Hamish Bond ·
2016: Eric Murray & Hamish Bond ·
2020: Martin Sinković & Valent Sinković ·
2024: Martin Sinković & Valent Sinković